# Williamsport (Maryland)
Williamsport é uma cidade  localizada no estado americano de Maryland, no Condado de Washington.

## Demografia
Segundo o censo americano de 2000, a sua população era de 1868 habitantes.
Em 2006, foi estimada uma população de 2203, um aumento de 335 (17.9%).

## Geografia
De acordo com o United States Census Bureau tem uma área de
2,8 km², dos quais 2,8 km² cobertos por terra e 0,0 km² cobertos por água. Williamsport localiza-se a aproximadamente 139 m acima do nível do mar.

## Localidades na vizinhança
O diagrama seguinte representa as localidades num raio de 12 km ao redor de Williamsport.